# Nintendo Music
『Nintendo Music』（ニンテンドーミュージック）は、任天堂より2024年10月31日に配信されたiOS/Android用の音楽ストリーミングサービスである。有料オンラインサービスであるNintendo Switch Onlineの加入者向けに追加料金無しで提供されている。

## 概要
2024年10月31日朝7時に任天堂公式SNSにてストリーミング音楽サービスの『Nintendo Music』アプリが発表され、同日朝8時に、App StoreとGoogle Playにて配信が開始された。本アプリでは、任天堂の各種ゲーム作品の音楽を聴くことができる。配信タイトルは順次追加予定。
アプリのバックエンド開発をニンテンドーシステムズ社が担当、UX / UIデザインなどをフェンリル社が担当、一部楽曲のマスタリングをノイジークローク社が担当している。また、Google Cloudのサービスが採用されており、アプリの機能やインフラを支えている。
任天堂のサウンドトラックCDは廃盤、非売品あるいは未商品化といったケースが多かった経緯から、それらを手軽に聴くことができるのも特長である。
サービス開始の理由について、任天堂の広報部は日本テレビの取材に対し、「『任天堂IPに触れる人口の拡大』のために、ゲーム音楽も重要な価値のあるコンテンツのひとつだと考えており、これらのゲーム音楽を任天堂らしい形でお届けできるように開始した」などとコメントしている。

## アプリの機能

### プレーヤー全般
再生はストリーミングおよびダウンロードに対応しており、音質は最高で約320kbps (AAC)となっている。楽曲に関連した画面写真やアーティストのジャケット写真も表示される。一般的な音楽プレーヤーとしてのシャッフルやリピート再生機能のほか、一部楽曲では実際のゲームで聴くBGMのような、最長で60分途切れること無くループ再生が可能な「ながさチェンジ」機能が用意されている。
アップデートで追加された機能として「音量の自動調整」や「おやすみタイマー」がある。

### プレイリスト
「キャラクター」や「ゲーム中のシーン」などのテーマ別の任天堂公式プレイリストが用意されている。マイプレイリストの作成も可能。

### ゲームソフトのネタバレ防止
タイトルごとに、曲名と写真を非表示にしておくことができるネタバレ防止機能。設定はプレイリストなどにも反映される。

### さがす
「さがす」タブでは、検索機能が画面右上にある。その下にニンテンドーネットワークID含む自分のアカウントでの「あそんだゲームソフト」が並ぶ。続く「すべてのゲームソフト」欄では「ハード別」、「新着順」、「発売順」で配信タイトルを見ることができる。

## ラインナップ

### 2024年
| 配信開始日 | タイトル                                      | ハード         | 備考                                                    |
| ---------- | --------------------------------------------- | -------------- | ------------------------------------------------------- |
| 10月31日   | あつまれ どうぶつの森                         | Switch         | [ 注 6 ]                                                |
| 10月31日   | Wiiチャンネル                                 | Wii            | [ 注 7 ]                                                |
| 10月31日   | スーパードンキーコング                        | SFC            |                                                         |
| 10月31日   | スーパーマリオ オデッセイ                     | Switch         |                                                         |
| 10月31日   | スーパーマリオ ヨッシーアイランド             | SFC            |                                                         |
| 10月31日   | スーパーマリオギャラクシー                    | Wii            |                                                         |
| 10月31日   | スーパーマリオブラザーズ                      | FC             |                                                         |
| 10月31日   | スターフォックス64                            | N64            |                                                         |
| 10月31日   | スプラトゥーン3                               | Switch         | [ 注 6 ]                                                |
| 10月31日   | ゼルダの伝説 時のオカリナ                     | N64            |                                                         |
| 10月31日   | ゼルダの伝説 ブレス オブ ザ ワイルド          | Switch / Wii U |                                                         |
| 10月31日   | ドクターマリオ（ゲームボーイ版）              | GB             |                                                         |
| 10月31日   | トモダチコレクション                          | DS             |                                                         |
| 10月31日   | nintendogs                                    | DS             | [ 注 8 ]                                                |
| 10月31日   | ピクミン4                                     | Switch         |                                                         |
| 10月31日   | ファイアーエムブレム 烈火の剣                 | GBA            |                                                         |
| 10月31日   | ポケットモンスター スカーレット・バイオレット | Switch         |                                                         |
| 10月31日   | 星のカービィ                                  | GB             |                                                         |
| 10月31日   | 星のカービィ スターアライズ                   | Switch         |                                                         |
| 10月31日   | マリオカート8 デラックス                      | Switch         |                                                         |
| 10月31日   | メトロイド                                    | FC (FDS)       |                                                         |
| 10月31日   | メトロイドプライム                            | GC             |                                                         |
| 11月01日   | スーパーマリオブラザーズ ワンダー             | Switch         |                                                         |
| 11月05日   | スーパードンキーコング2                       | SFC            |                                                         |
| 11月12日   | Wii Sports                                    | Wii            |                                                         |
| 11月19日   | F-ZERO X                                      | N64 / 64DD     | 2025年4月1日に『F-ZERO X エクスパンションキット』も配信 |
| 11月26日   | 脳を鍛える大人のDSトレーニング                | DS             |                                                         |
| 12月03日   | スプラトゥーン2                               | Switch         |                                                         |
| 12月10日   | ウエーブレース64                              | N64            | [ 注 8 ]                                                |
| 12月17日   | ゼルダの伝説 スカイウォードソード             | Wii            |                                                         |
| 12月24日   | スーパーマリオ64                              | N64            |                                                         |

### 2025年
| 配信開始日 | タイトル                                       | ハード   | 備考                                     |
| ---------- | ---------------------------------------------- | -------- | ---------------------------------------- |
| 01月07日   | スーパードンキーコング3                        | SFC      |                                          |
| 01月14日   | ゼルダの伝説 風のタクト                        | GC       |                                          |
| 01月21日   | スーパーマリオカート                           | SFC      |                                          |
| 01月28日   | Pokémon LEGENDS アルセウス                     | Switch   |                                          |
| 02月04日   | スーパーマリオワールド                         | SFC      |                                          |
| 02月10日   | 黄金の太陽〜開かれし封印〜                     | GBA      |                                          |
| 02月18日   | すれちがいMii広場                              | 3DS      | [ 注 6 ]                                 |
| 02月25日   | スーパーマリオUSA                              | FC       |                                          |
| 03月04日   | ゼルダの伝説 神々のトライフォース              | SFC      |                                          |
| 03月10日   | スーパーマリオブラザーズ3                      | FC       | [ 注 9 ]                                 |
| 03月18日   | Tetris（ゲームボーイ版）                       | GB       | [ 注 8 ]                                 |
| 03月18日   | Tetris（NES版）                                | FC (NES) |                                          |
| 03月18日   | ドクターマリオ（ファミコン版）                 | FC       |                                          |
| 03月25日   | 星のカービィ ディスカバリー                    | Switch   | 23曲を配信、残りの曲は2025年内に配信予定 |
| 04月01日   | F-ZERO                                         | SFC      |                                          |
| 04月08日   | ルイージマンション                             | GC       |                                          |
| 04月15日   | ゼルダの伝説                                   | FC (FDS) |                                          |
| 04月15日   | ゼルダの伝説1（カセット版）                    | FC       |                                          |
| 04月15日   | メトロイド（NES版）                            | FC (NES) | 海外では2024年10月31日に配信             |
| 04月22日   | ファイアーエムブレム エンゲージ                | Switch   |                                          |
| 05月01日   | マリオカート7                                  | 3DS      |                                          |
| 05月13日   | ポケットモンスター ソード・シールド            | Switch   |                                          |
| 05月20日   | 光神話 パルテナの鏡                            | FC (FDS) |                                          |
| 05月20日   | 光神話 パルテナの鏡（NES版）                   | FC (NES) |                                          |
| 05月28日   | スプラトゥーン                                 | Wii U    |                                          |
| 06月03日   | ゼルダの伝説 ティアーズ オブ ザ キングダム     | Switch   |                                          |
| 06月17日   | 世界のアソビ大全51                             | Switch   |                                          |
| 06月24日   | ヨッシーストーリー                             | N64      |                                          |
| 07月01日   | New スーパーマリオブラザーズ U デラックス      | Switch   |                                          |
| 07月08日   | ゼルダの伝説 時のオカリナ 3D                   | 3DS      |                                          |
| 07月15日   | マリオカート64                                 | N64      |                                          |
| 07月22日   | アーバンチャンピオン                           | FC       |                                          |
| 07月22日   | アイスクライマー                               | FC       |                                          |
| 07月22日   | エキサイトバイク                               | FC       |                                          |
| 07月22日   | F1レース                                       | FC       |                                          |
| 07月22日   | クルクルランド                                 | FC       |                                          |
| 07月22日   | 五目ならべ 連珠                                | FC       |                                          |
| 07月22日   | ゴルフ                                         | FC       |                                          |
| 07月22日   | サッカー                                       | FC       |                                          |
| 07月22日   | ダックハント                                   | FC       |                                          |
| 07月22日   | テニス                                         | FC       |                                          |
| 07月22日   | デビルワールド                                 | FC       |                                          |
| 07月22日   | ドンキーコング                                 | FC       |                                          |
| 07月22日   | ドンキーコングJR.                              | FC       |                                          |
| 07月22日   | ドンキーコングJR.の算数遊び                    | FC       |                                          |
| 07月22日   | ドンキーコング3                                | FC       |                                          |
| 07月22日   | バルーンファイト                               | FC       |                                          |
| 07月22日   | ピンボール                                     | FC       |                                          |
| 07月22日   | ファミリーコンピュータ ロボット ジャイロセット | FC       |                                          |
| 07月22日   | ファミリーコンピュータ ロボット ブロックセット | FC       |                                          |
| 07月22日   | ベースボール                                   | FC       |                                          |
| 07月22日   | ホーガンズアレイ                               | FC       |                                          |
| 07月22日   | 麻雀                                           | FC       |                                          |
| 07月22日   | マッハライダー                                 | FC       |                                          |
| 07月22日   | マリオブラザーズ                               | FC       |                                          |
| 07月22日   | レッキングクルー                               | FC       |                                          |
| 07月22日   | ワイルドガンマン                               | FC       |                                          |
| 07月29日   | マリオペイント                                 | SFC      |                                          |
| 08月05日   | パイロットウイングス                           | SFC      |                                          |
| 08月05日   | パイロットウイングス64                         | N64      |                                          |
| 08月05日   | パイロットウイングス リゾート                  | 3DS      |                                          |
| 08月12日   | 進め! キノピオ隊長                             | Switch   |                                          |
| 08月19日   | 特別配信『カービィのエアライダー』             | Switch 2 | 7曲を先行配信                            |